# Spaelotis dominans
Spaelotis dominans là một loài bướm đêm trong họ Noctuidae.